# مقبرة ليك فيو

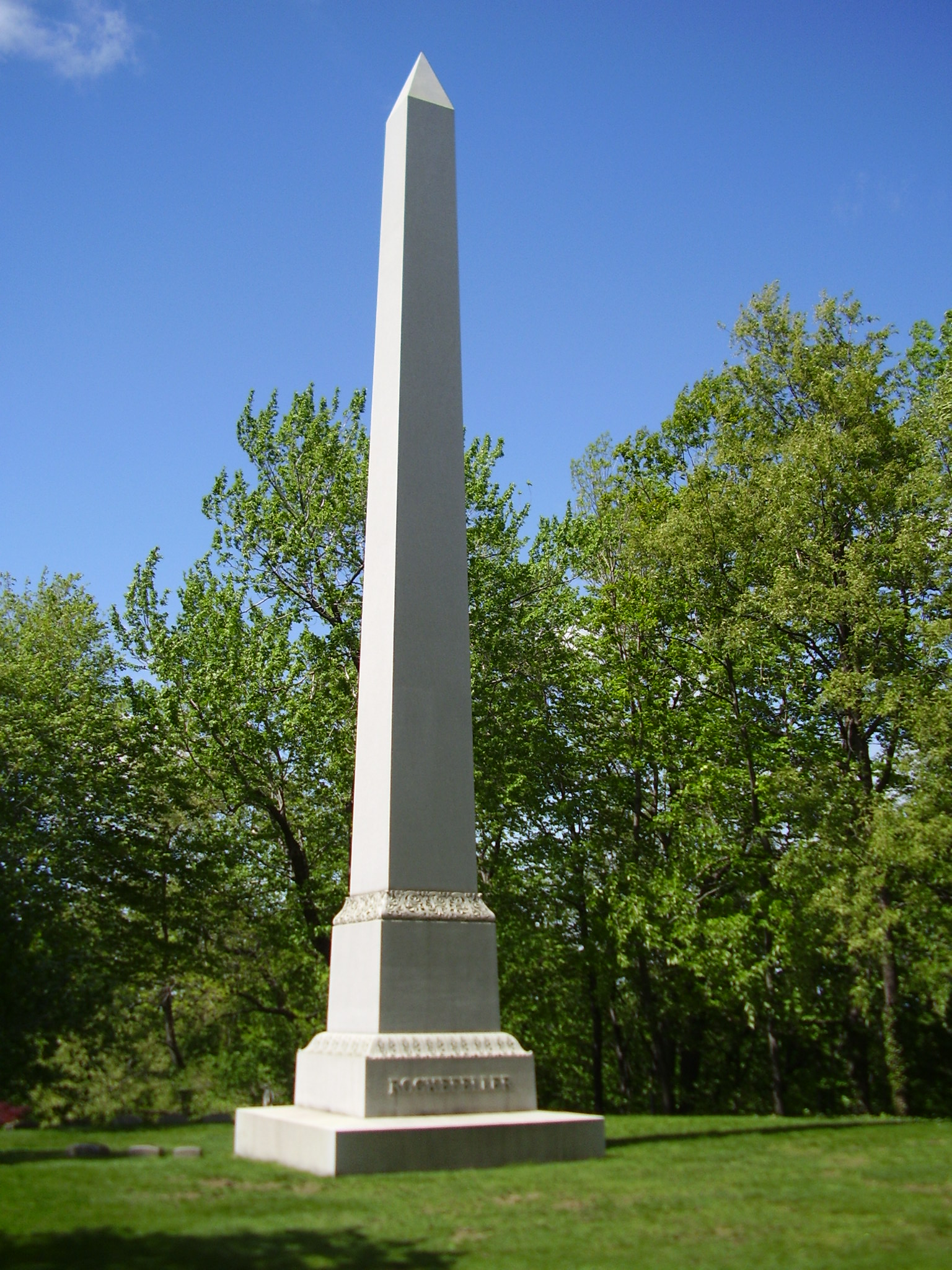
مسلة عائلة روكفلر في مقبرة ليك فيو

مقبرة ليك فيو (بالإنجليزية: Lake View Cemetery)‏ هي مقبرة تقع في القسم الشرقي من مدينة كليفلاند بولاية أوهايو. أُسست سنة 1869، وتضم رُفات أكثر من 104 آلاف شخص، ويُدفن بها سنويًا ما يزيد على 700 شخص.
شهدت المقبرة تصوير بعض مشاهد فيلم كابتن أمريكا: جندي الشتاء.

## مشاهير دُفنوا بالمقبرة
- جورج واشنطن كرايل (1864 ـ 1943): أحد مؤسسي كليفلاند كلينك، وأول جراح ينجح في إجراء نقل دم مباشر.
- جون روكفلر الأب (1839 ـ 1937): رجل أعمال يعد أغنى أغنياء العالم، ومؤسس شركة ستاندرد أويل.[3]
- جون هاي (1838 ـ 1905): وزير خارجية أمريكي أسبق، عمل مساعدًا للرئيس أبراهام لينكولن.
- جيمس غارفيلد (1831 ـ 1881): الرئيس الأمريكي العشرون.[1]
- لوكريشيا غارفيلد (1832 ـ 1918): سيدة أمريكا الأولى.
- هارفي كوشينغ (1869 ـ 1939): جراح مخ رائد.

## أعلام
- جون دافيسون روكفلر
- جيمس جارفيلد
- هارفي كوشينغ

## وصلات خارجية
- الموقع الرسمي